# 新浦和橋

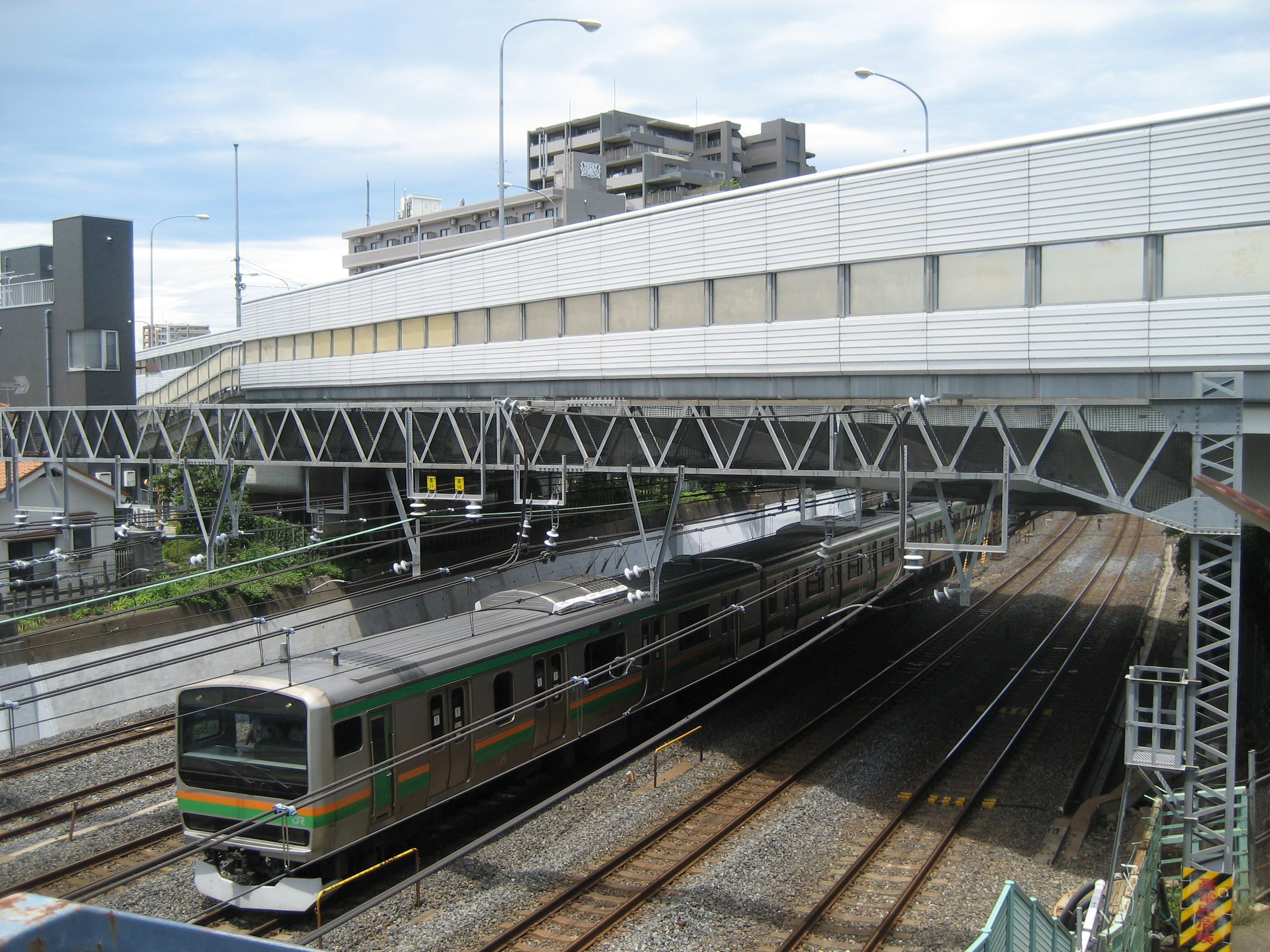
新浦和橋（JR東北本線との立体交差部分）

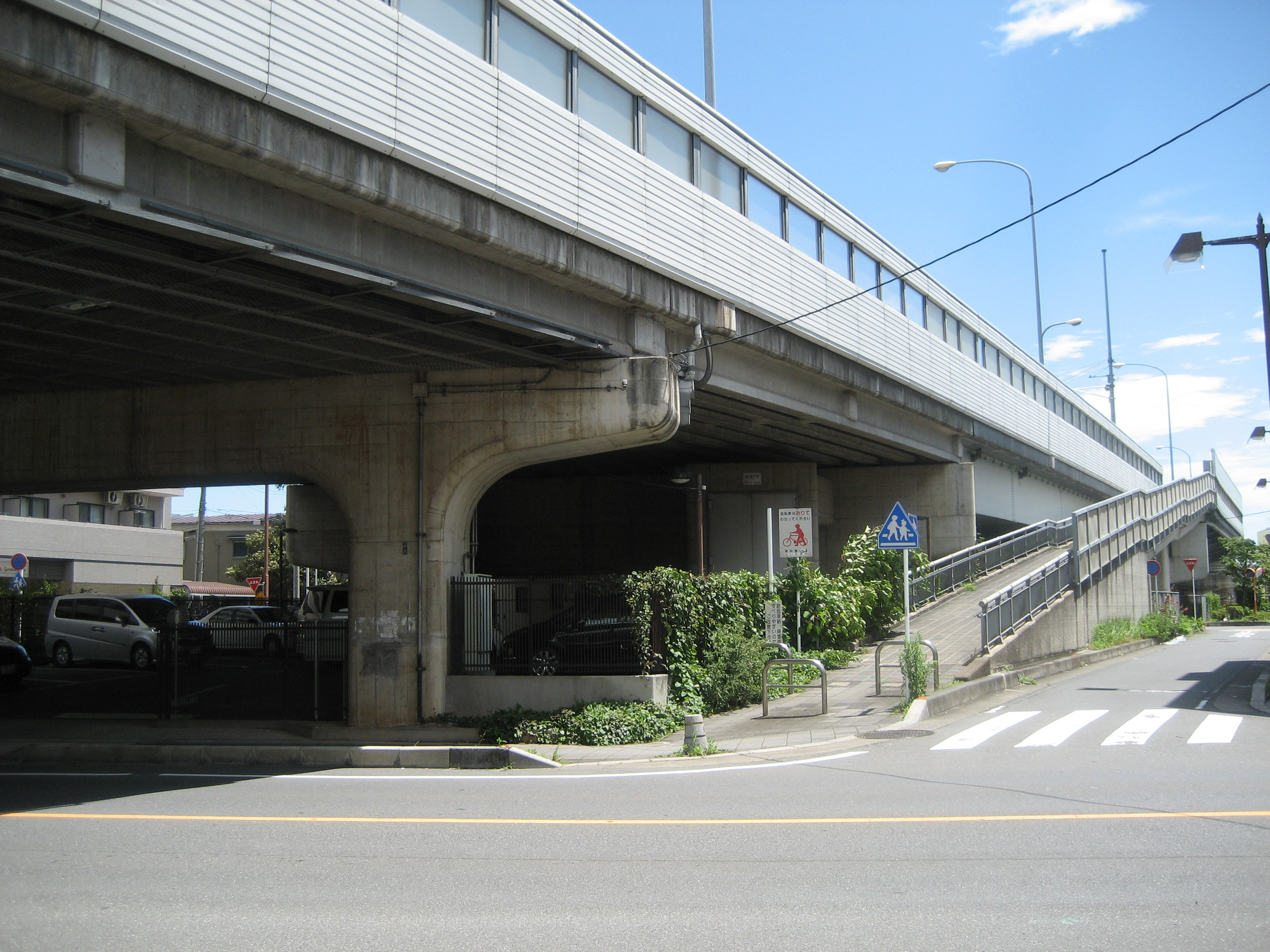
新浦和橋（埼玉県道65号線との立体交差部付近）

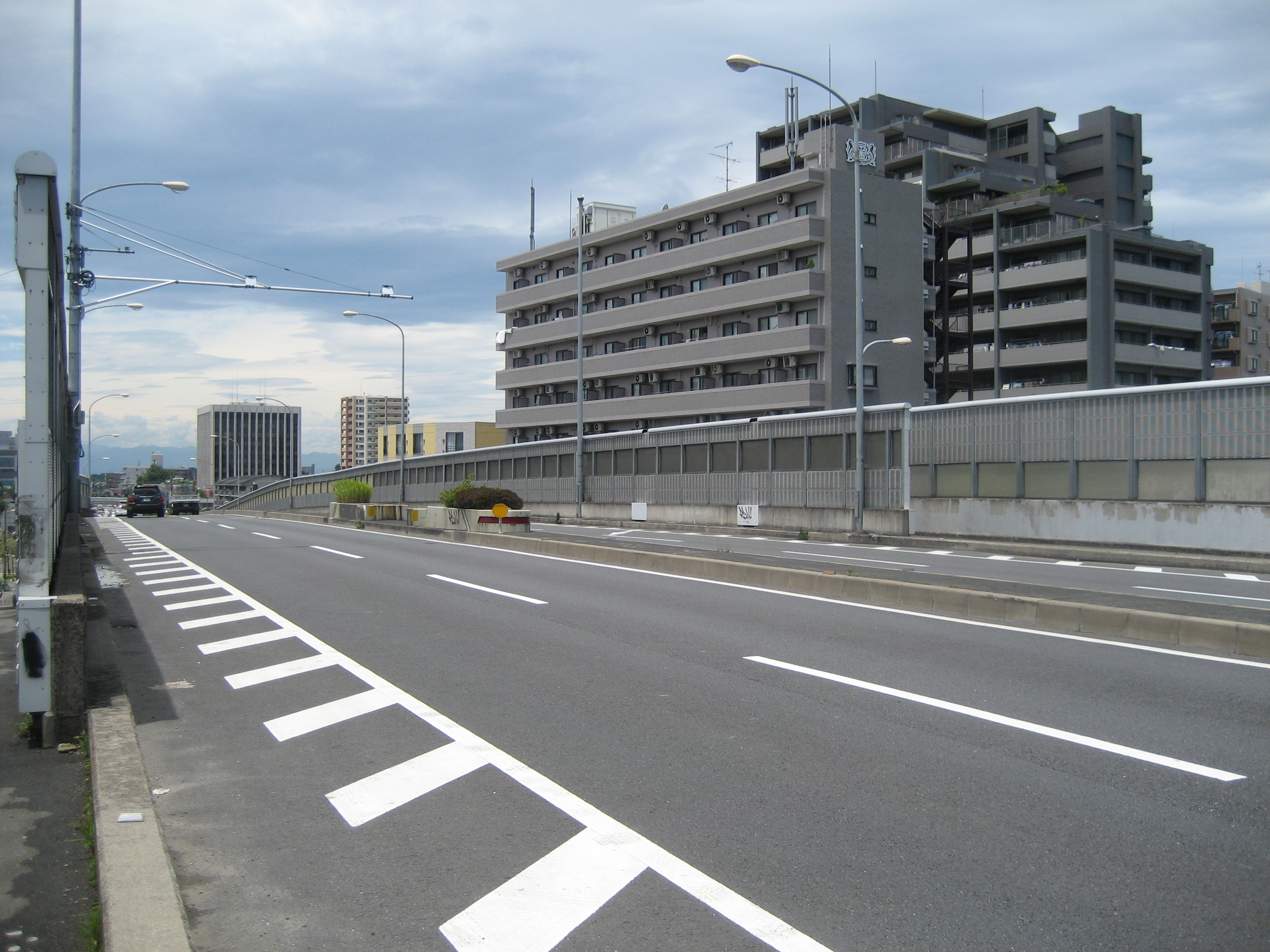
料金所跡

新浦和橋（しんうらわばし）は、埼玉県さいたま市浦和区常盤と同区本太の間で埼玉県道65号さいたま幸手線（旧中山道）と東日本旅客鉄道（JR東日本）東北本線に架かる、国道463号越谷浦和バイパスの跨道橋および跨線橋（陸橋）である。

## 概要
- 起点 埼玉県さいたま市浦和区常盤5丁目
- 終点 埼玉県さいたま市浦和区本太3丁目
- 全長 0.3 km
- 車線数 片側2車線
- 設計速度 40 km/h
- 事業費 52億円

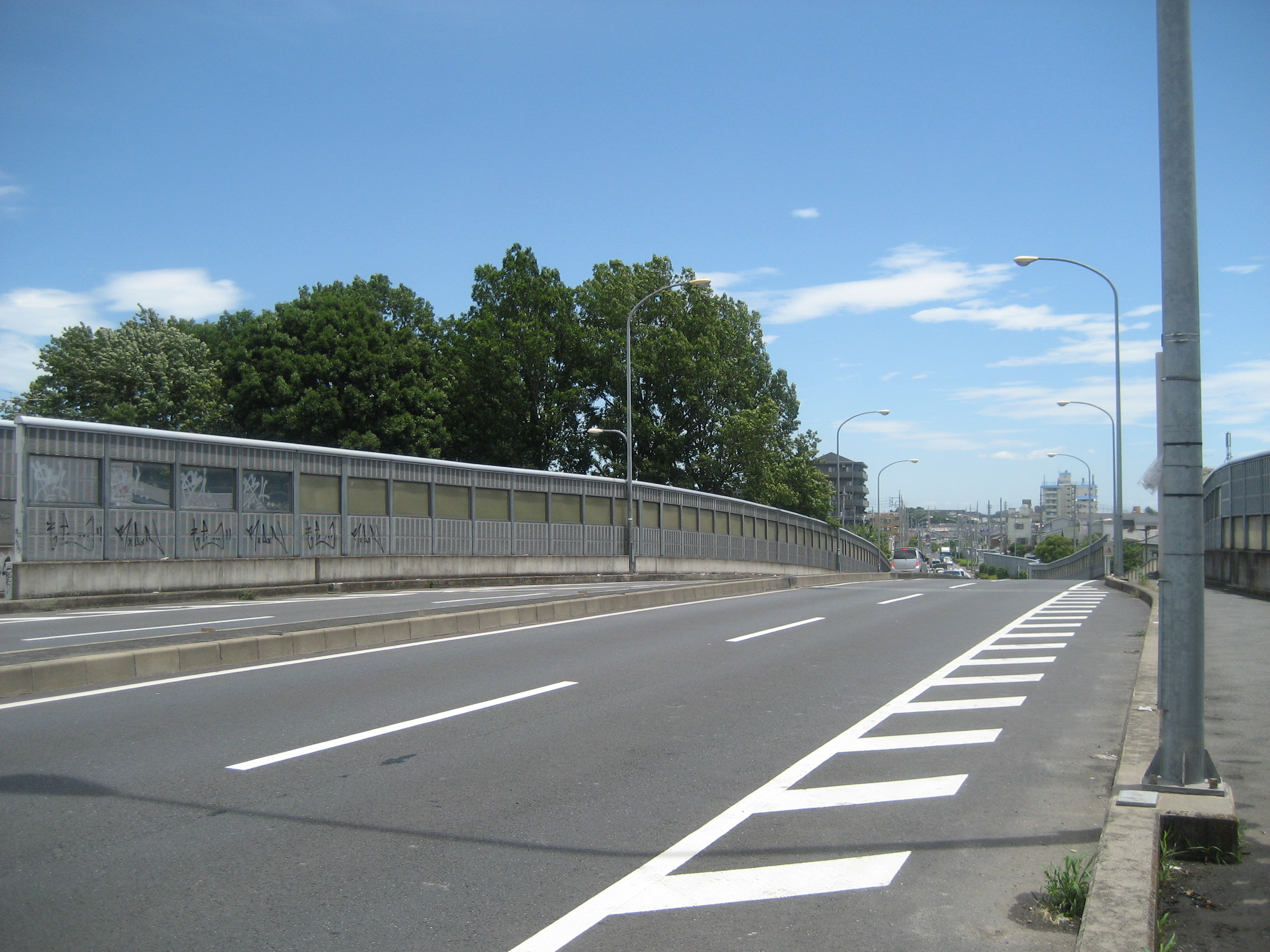
新浦和橋（越谷側）

- 2023年償還予定であったが、2003年に無料開放化。

当跨線橋は3本の複線をオーバーパスしており、橋の起点側の複線が貨物線（東北貨物線、旅客案内上は湘南新宿ライン）、中央の複線が列車線（旅客案内上は宇都宮線・高崎線・上野東京ライン）、橋の終点側の複線が電車線（旅客案内上は京浜東北線）であり、当跨線橋は貨物線では浦和駅・大宮駅間、列車線では浦和駅・さいたま新都心駅間、電車線では浦和駅・北浦和駅間にある。

## 新浦和橋有料道路
1993年（平成5年）6月27日に、埼玉県道路公社が管理する「新浦和橋有料道路」として浦和市に開通した。建設に要した事業費用は52億円で、建設事業費用を償還するため、有料道路として運営された。
しかし、通行料金の支払いを嫌う運転手が、新浦和橋より200 m北の「浦和橋（埼玉県道65号さいたま幸手線、通称旧中山道）→グランド通り（由来は浦和総合運動場）→埼玉県道35号川口上尾線（産業道路）」を経て駒場運動公園交差点から越谷浦和バイパスに入ったり、浦和駅北側にある国道463号現道の都市計画道路「町谷本太線」を通り、本太坂下交差点で越谷浦和バイパスへ合流する、といった迂回手段が日常化したため、当初の目論見通りの通行量とはならなかった。そのため、通行料金収入が年間3,000万円前後で推移していた。
このままでは、開通から費用償還まで100年以上費やすことになるため、2001年（平成13年）以降、埼玉県庁から新見沼大橋有料道路と共に、合併して出来たさいたま市へ移管することが持ちかけられた。さいたま市議会や住民からの迂回路混雑緩和策としての要請もあり、政令指定都市に移行した後の2003年（平成15年）5月1日に、新浦和橋に限り埼玉県からさいたま市に移譲され、無料開放となった。同年夏には料金所が撤去された。
10年間の通行料金収入は約3億円で、結果として建設費用償還は破綻し、3億円を差し引いた事業費用49億円を、埼玉県及びさいたま市を始めとする地方公共団体が損失補填することとなった。

### 通行料金
- 普通車：150円
- 大型車：250円
- 自動二輪車：100円
- 軽車両：20円（歩道入口にある料金ポストで徴収）

有料道路の距離は300mであり、1km当たりで換算すると、料金は普通車で499.5円であることから、前年に開通した流山有料道路を凌ぐ『日本一通行料金が高い有料道路』であった。なお、高速道路の大都市近郊区間における1km当たりの料金は29.52円である。

## 隣の橋
- （起点）芝陸橋 - 南浦和陸橋 - 新浦和橋 - 浦和橋 - 大原陸橋（終点）